# Кутайба бін Муслім
Кутайба бін Муслім (قتيبة بن مسلم‎) — арабський полководець часів Омеядського халіфату, підкорювач великих територій на сході за правління халіфа аль-Валіда I. Завдяки клопотанню намісника Іраку аль-Хадджай ібн Юсуфа Кутайба був призначений намісником Хорасану. Його правління відзначалося тим, чого не робив жоден інший арабський намісник до нього, він залучив до державних справ представників перського населення й встановив добрі контакти з вождями місцевих племен. При Кутайбі арабське військо захопило більшу частину Середньої Азії.
Кутайба бін Муслім був страчений у 715 після смерті аль-Валіда новим халіфом Сулейманом.